# Ronde van Frankrijk 1966
De 53e editie van de Ronde van Frankrijk ging van start op 21 juni 1966 in Nancy en eindigde op 14 juli in Parijs. Er stonden 130 renners verdeeld over 13 ploegen aan de start. Lucien Aimar won de ronde, de Nederlander Jan Janssen werd tweede.

## Belgische en Nederlandse prestaties
In totaal namen er 36 Belgen en 12 Nederlanders deel aan de Tour van 1966.

### Belgische etappezeges
- Guido Reybrouck won de 2e etappe van Charleville naar Doornik.
- Willy Planckaert won de 4e etappe van Duinkerken naar Dieppe en de 8e etappe van Royan naar Bordeaux.
- Ward Sels won de 6e etappe van Caen naar Angers en de 22e etappe deel B van Orléans naar Rambouillet
- Albert Van Vlierberghe won de 7e etappe van Angers naar Royan.
- Georges Vandenberghe won de 13e etappe van Revel naar Sête.
- Ferdi Bracke won de 19e etappe van Chamonix naar Saint-Étienne.

### Nederlandse etappezeges
- Gerben Karstens won de 3e etappe deel B van Doornik naar Duinkerken en de 9e etappe van Bordeaux naar Bayonne.
- Jo de Roo won de 14e etappe deel A van Montpellier naar Aubenas.
- Henk Nijdam won de 20e etappe van Saint-Étienne naar Montluçon.
- De Nederlands Televizier-equipe won de 3e etappe deel A: de ploegentijdrit van Doornik naar Doornik.

## Etappe-overzicht

### Etappe 1
Nancy - Charleville 203km
- Winnaar: Rudi Altig (Dui)
- 2e plaats: Willy Planckaert (Bel)
- 3e plaats: Georges Vandenberghe(Bel)
- Gele trui: Rudi Altig(Dui)

### Etappe 2
Charleville - Doornik 198km
- Winnaar: Guido Reybrouck (Bel)
- 2e plaats: Jan Janssen (Ned)
- 3e plaats: Ward Sels (Bel)
- Gele trui: Rudi Altig (Dui)

### Etappe 3a

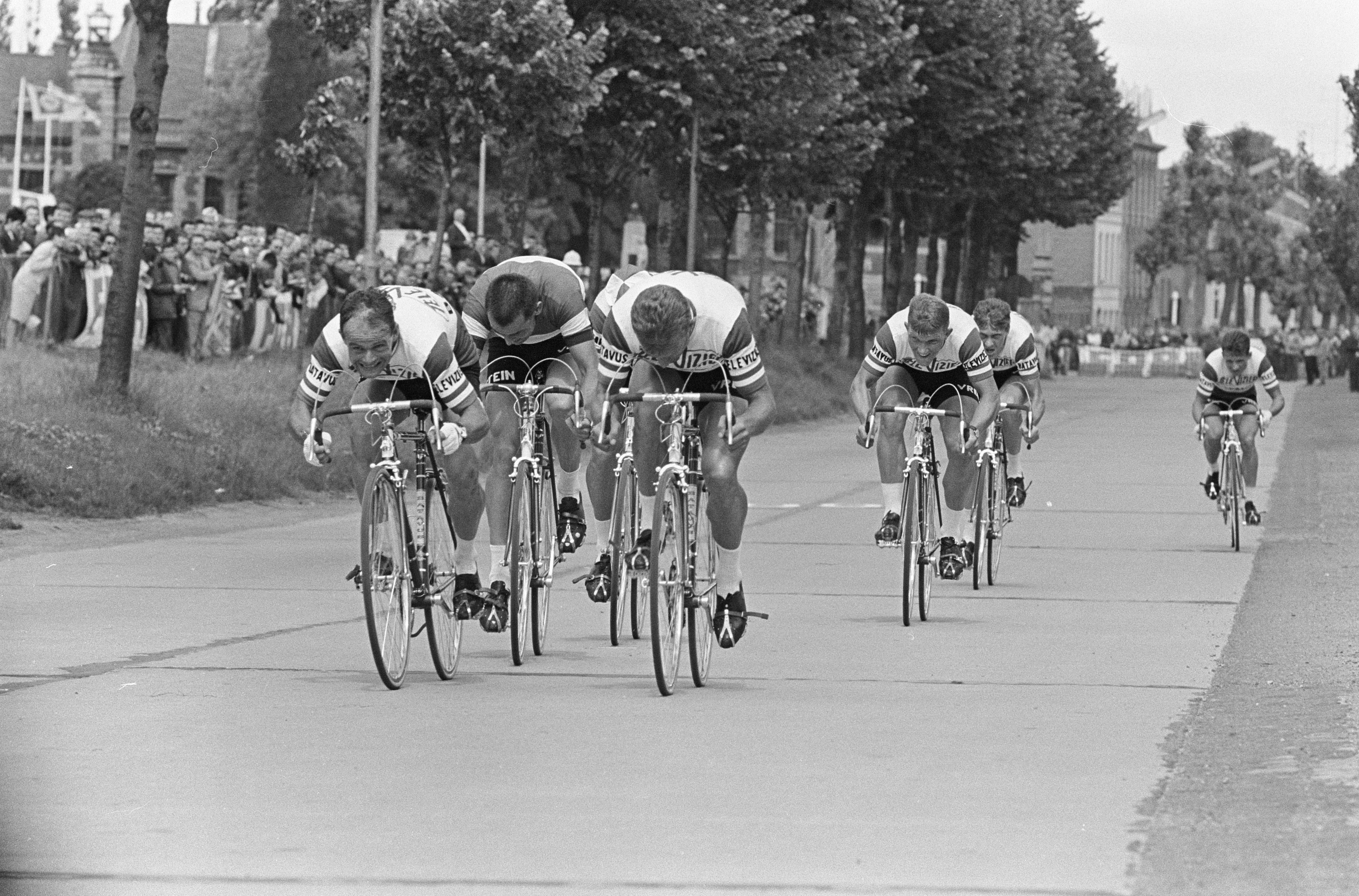
De Televizierploeg tijdens de ploegentijdrit in Doornik

Doornik - Doornik 20km (ploegentijdrit)
- Winnaar: Televizier (Ned)
- 2e plaats: Romeo-Smiths (Bel)
- 3e plaat: Pelforth (Fra)
- Gele trui: Rudi Altig (Dui)

### Etappe 3b
Doornik - Duinkerken 131km
- Winnaar: Gerben Karstens (Ned)
- 2e: Joseph Boons (Bel)
- 3e: Willy Planckaert (Bel)
- Gele trui: Rudi Altig (Dui)

### Etappe 4
Duinkerken - Dieppe 205km
- Winnaar: Willy Planckaert (Bel)
- 2e: Rik Van Looy (Bel)
- 3e: Guido Reybrouck (Bel)
- Gele trui: Rudi Altig (Dui)

### Etappe 5
Dieppe - Caen 178km
- Winnaar: Franco Bitossi (Ita)
- 2e: Ward Sels (Bel)
- 3e: Willy Planckaert (Bel)
- Gele trui: Rudi Altig (Dui)

### Etappe 6
Caen - Angers 216km
- Winnaar: Ward Sels (Bel)
- 2e: Rik Van Looy (Bel)
- 3e: Jos Huysmans (Bel)
- Gele trui: Rudi Altig (Dui)

### Etappe 7
Angers - Royan 252km
- Winnaar: Albert Van Vlierberghe (Bel)
- 2e: Walter Boucquet (Bel)
- 3e: Jos van der Vleuten (Ned)
- Gele trui: Rudi Altig (Dui)

### Etappe 8
Royan - Bordeaux 137km
- Winnaar: Willy Planckaert (Bel)
- 2e: Gerben Karstens (Ned)
- 3e: Jan Janssen (Ned)
- Gele trui: Rudi Altig (Dui)

### Etappe 9
Bordeaux - Bayonne 201km
- Winnaar: Gerben Karstens (Ned)
- 2e: Willy Planckaert (Bel)
- 3e: Jan Janssen (Ned)
- Gele trui: Rudi Altig (Dui)

### Etappe 10
Bayonne - Pau 234km
- Winnaar: Tommaso De Pra (Ita)
- 2e: Willy in 't Ven (Bel)
- 3e: Jan Janssen (Ned)
- Gele trui: Tommaso De Pra (Ita)

### Etappe 11
Pau - Luchon 188km
- Winnaar: Marcello Mugnaini (Ita)
- 2e: Rudi Altig (Dui)
- 3e: Jacques Anquetil (Fra)
- Gele trui: Jean-Claude Lebaube (Fra)

### Etappe 12
Luchon - Revel 218km
- Winnaar: Rudi Altig (Dui)
- 2e: Tom Simpson (GBr)
- 3e: Jos Spruyt (Bel)
- Gele trui: Karl-Heinz Kunde (Dui)

### Etappe 13
Revel - Sète 191km
- Winnaar: Georges Vandenberghe (Bel)
- 2e: Tom Simpson (GBr)
- 3e: Guido De Rosso (Ita)
- Gele trui: Karl-Heinz Kunde (Dui)

### Etappe 14a
Montpellier - Aubenas 144km
- Winnaar: Jo de Roo (Ned)
- 2e: Lucien Aimar (Fra)
- 3e: Maurice Benet (Fra)
- Gele trui: Karl-Heinz Kunde (Dui)

### Etappe 14b
Vals-les-Bains - Vals-les-Bains 20km bergtijdrit
- Winnaar: Raymond Poulidor (Fra)
- 2e: Jacques Anquetil (Fra)
- 3e: Rudi Altig (Dui)
- Gele trui: Karl-Heinz Kunde (Dui)

### Etappe 15
Vals-les-Bains - Bourg-d'Oisans 203km
- Winnaar: Luis Otaño (Spa)
- 2e: Joaquim Galera (Spa)
- 3e: Julio Jiménez (Spa)
- Gele trui: Karl-Heinz Kunde (Dui)

### Etappe 16
Bourg-d'Oisans - Briancon 148km
- Winnaar: Julio Jiménez (Spa)
- 2e: Jacques Anquetil (Fra)
- 3e: Raymond Poulidor (Fra)
- Gele trui: Jan Janssen (Ned)

### Etappe 17
Briançon - Turijn 160km
- Winnaar: Franco Bitossi (Ita)
- 2e: Antonio Gomez del Moral (Spa)
- 3e: Giuseppe Fezzardi (Ita)
- Gele trui: Lucien Aimar (Fra)

### Etappe 18
Ivrea - Chamonix 188km
- Winnaar: Edy Schutz (Lux)
- 2e: Raymond Poulidor (Fra)
- 3e: Jan Janssen (Ned)
- Gele trui: Lucien Aimar (Fra)

### Etappe 19
Chamonix - Saint-Étienne 264km
- Winnaar: Ferdi Bracke (Bel)
- 2e: Edy Schutz (Lux)
- 3e: Esteban Martin (Spa)
- Gele trui: Lucien Aimar (Fra)

### Etappe 20
Saint-Étienne - Montluçon 223km
- Winnaar: Henk Nijdam (Ned)
- 2e: Walter Boucquet (Bel)
- 3e: Gines Garcia (Spa)
- Gele trui: Lucien Aimar (Fra)

### Etappe 21
Montluçon - Orléans 232km
- Winnaar: Pierre Beuffeuil (Fra)
- 2e: Jos van der Vleuten (Ned)
- 3e: Georges Vandenberghe (Bel)
- Gele trui: Lucien Aimar (Fra)

### Etappe 22a
Orléans - Rambouillet 111km
- Winnaar: Ward Sels (Bel)
- 2e: Gerben Karstens (Ned)
- 3e: Henk Nijdam (Ned)
- Gele trui: Lucien Aimar (Fra)

### Etappe22b
Rambouillet - Parijs 51km tijdrit
- Winnaar: Rudi Altig (Dui)
- 2e: Ferdi Bracke (Bel)
- 3e: Raymond Poulidor (Fra)
- Gele trui: Lucien Aimar (Fra)

## Eindklassementen
| Eindklassement      | Eindklassement         | Eindklassement | Eindklassement |
| ------------------- | ---------------------- | -------------- | -------------- |
| Algemeen klassement | Lucien Aimar           | 117u 34' 21"   |                |
| Tweede              | Jan Janssen            | + 1' 07"       |                |
| Derde               | Raymond Poulidor       | + 2' 02"       |                |
| Vierde              | José Antonio Momeñe    | + 5' 19"       |                |
| Vijfde              | Marcello Mugnaini      | + 5' 27"       |                |
| Zesde               | Herman Vanspringel     | + 5' 44"       |                |
| Zevende             | Francisco Gabica       | + 6' 25"       |                |
| Achtste             | Roger Pingeon          | + 8' 22."      |                |
| Negende             | Karl-Heinz Kunde       | + 9' 06"       |                |
| Tiende              | Martin Van Den Bossche | + 9' 57"       |                |
| Rode Lantaarn       | Paolo Mannucci (82e)   | + 2h 05' 26"   |                |
| Puntenklassement    | Willy Planckaert       | 211 punten     |                |
| Tweede              | Gerben Karstens        | 190 punten     |                |
| Derde               | Ward Sels              | 178 punten     |                |
| Bergklassement      | Julio Jiménez          | 123 punten     |                |
| Tweede              | Joaquim Galera         | 98 punten      |                |
| Derde               | Aurelio González       | 51 punten      |                |
| Ploegenklassement   | KAS                    | -              |                |
| Tweede              | Ford France            | -              |                |
| Derde               | Peugeot-BP             | -              |                |

 winnaars gele trui · 
 puntenklassement · 
 bergklassement · 
 jongerenklassement · 
 tussensprintklassement · 
 combinatieklassement · 
 ploegenklassement · 
 strijdlust · 
rode lantaarn
records · meeste deelnames · ranglijst etappewinnaars · bekende beklimmingen · valpartijen · dopinggevallen · Grand Départ · Souvenir Henri Desgrange
1903 · 
1904 · 
1905 · 
1906 · 
1907 · 
1908 · 
1909 · 
1910 · 
1911 · 
1912 · 
1913 · 
1914 ·
1915 ·
1916 ·
1917 ·
1918 · 
1919 · 
1920 · 
1921 · 
1922 · 
1923 · 
1924 · 
1925 · 
1926 · 
1927 · 
1928 · 
1929 · 
1930 · 
1931 · 
1932 · 
1933 · 
1934 · 
1935 · 
1936 · 
1937 · 
1938 · 
1939 · 
1940 ·
1941 ·
1942 ·
1943 ·
1944 ·
1945 ·
1946 ·
1947 · 
1948 · 
1949 · 
1950 · 
1951 · 
1952 · 
1953 · 
1954 · 
1955 · 
1956 · 
1957 · 
1958 · 
1959 · 
1960 · 
1961 · 
1962 · 
1963 · 
1964 · 
1965 · 
1966 · 
1967 · 
1968 · 
1969 · 
1970 · 
1971 · 
1972 · 
1973 · 
1974 · 
1975 · 
1976 · 
1977 · 
1978 · 
1979 · 
1980 · 
1981 · 
1982 · 
1983 · 
1984 · 
1985 · 
1986 · 
1987 · 
1988 · 
1989 · 
1990 · 
1991 · 
1992 · 
1993 · 
1994 · 
1995 · 
1996 · 
1997 · 
1998 · 
1999 · 
2000 · 
2001 · 
2002 · 
2003 · 
2004 · 
2005 · 
2006 · 
2007 · 
2008 · 
2009 · 
2010 · 
2011 · 
2012 · 
2013 · 
2014 · 
2015 · 
2016 · 
2017 · 
2018 · 
2019 ·
2020 · 
2021 · 
2022 · 
2023 · 
2024 · 
2025